# Hylodesmum
Hylodesmum là một chi thực vật có hoa trong họ Đậu.